# ديفيد س. كناب
ديفيد س. كناب (بالإنجليزية: David C. Knapp)‏ هو مدير أكاديمي وأستاذ جامعي أمريكي، ولد في 13 نوفمبر 1927 في سيراكيوز في الولايات المتحدة، وتوفي في 13 أبريل 2010.